# Liverpool Football Club 2015-2016
Questa voce raccoglie le informazioni riguardanti il Liverpool Football Club nelle competizioni ufficiali della stagione 2015-2016.

## Stagione
Per il Liverpool è stata la ventiquattresima stagione consecutiva in Premier League, la cinquantatreesima consecutiva nella massima serie del calcio inglese. La stagione è la prima senza il capitano Steven Gerrard dopo 16 anni consecutivi in maglia Reds, trasferitosi in America ai Los Angeles Galaxy. A seguito degli scarsi risultati ottenuti, il 4 ottobre 2015 l'allenatore Brendan Rodgers è stato esonerato e al suo posto è stato ingaggiato Jürgen Klopp. Il tedesco non è riuscito a portare la squadra oltre l'ottavo posto in classifica in campionato, mancando la qualificazione alle competizioni europee per la stagione successiva. Migliori le prestazioni nelle coppe: il Liverpool ha raggiunto la finale sia in Football League Cup che in Europa League, perdendole però entrambe.

## Maglie e sponsor
Lo sponsor ufficiale per la stagione 2015-16 è Standard Chartered mentre lo sponsor tecnico è New Balance.
| Casa | Trasferta | Terza divisa |  |

## Organigramma societario
- Presidente: Tom Werner
- Vice Presidente: David Ginsberg
- Direttore generale: John Hnery
- Direttore: Jeffrey Vinik

Board esecutivo
- Direttore finanziario: P. Nash
- Direttore commerciale: I. Ayre

Altre cariche
- Presidente a vita: David Moores
- Vice Presidenti a vita: T.D. Smith, K.E.B. Clayton, J.D. Burns, J.H. Cresswell

- Manager: Jürgen Klopp
- Assistant manager: Zeljco Buvac
- Segretario: Ian Silvester

## Rosa
Rosa, numerazione e ruoli, tratti dal sito ufficiale, sono aggiornati al 2 febbraio 2016.
| N. |                           | Ruolo | Calciatore                   |
| -- | ------------------------- | ----- | ---------------------------- |
| 2  | Inghilterra (bandiera)    | D     | Nathaniel Clyne              |
| 3  | Spagna (bandiera)         | D     | José Enrique                 |
| 4  | Costa d'Avorio (bandiera) | D     | Kolo Touré                   |
| 6  | Croazia (bandiera)        | D     | Dejan Lovren                 |
| 7  | Inghilterra (bandiera)    | C     | James Milner (vice capitano) |
| 9  | Belgio (bandiera)         | A     | Christian Benteke            |
| 10 | Brasile (bandiera)        | C     | Philippe Coutinho            |
| 11 | Brasile (bandiera)        | C     | Roberto Firmino              |
| 12 | Inghilterra (bandiera)    | D     | Joe Gomez                    |
| 14 | Inghilterra (bandiera)    | C     | Jordan Henderson (capitano)  |
| 15 | Inghilterra (bandiera)    | A     | Daniel Sturridge             |
| 17 | Francia (bandiera)        | D     | Mamadou Sakho                |
| 18 | Spagna (bandiera)         | D     | Alberto Moreno               |
| 19 | Inghilterra (bandiera)    | D     | Steven Caulker               |
| 20 | Inghilterra (bandiera)    | C     | Adam Lallana                 |
| 21 | Brasile (bandiera)        | C     | Lucas Leiva                  |
| 22 | Belgio (bandiera)         | P     | Simon Mignolet               |

| N. |                        | Ruolo | Calciatore           |
| -- | ---------------------- | ----- | -------------------- |
| 23 | Germania (bandiera)    | C     | Emre Can             |
| 24 | Galles (bandiera)      | C     | Joe Allen            |
| 26 | Portogallo (bandiera)  | D     | Tiago Ilori          |
| 27 | Belgio (bandiera)      | A     | Divock Origi         |
| 28 | Inghilterra (bandiera) | A     | Danny Ings           |
| 32 | Inghilterra (bandiera) | C     | Cameron Brannagan    |
| 33 | Inghilterra (bandiera) | C     | Jordon Ibe           |
| 34 | Ungheria (bandiera)    | P     | Ádám Bogdán          |
| 35 | Inghilterra (bandiera) | D     | Kevin Stewart        |
| 37 | Slovacchia (bandiera)  | D     | Martin Škrtel        |
| 38 | Inghilterra (bandiera) | D     | Jon Flanagan         |
| 44 | Australia (bandiera)   | D     | Brad Smith           |
| 52 | Galles (bandiera)      | P     | Danny Ward           |
| 53 | Portogallo (bandiera)  | C     | João Carlos Teixeira |
| 54 | Inghilterra (bandiera) | C     | Sheyi Ojo            |
| 56 | Inghilterra (bandiera) | D     | Connor Randall       |

## Calciomercato

### Sessione estiva(dall'1/7 al 31/8)
| Acquisti         | Acquisti          | Acquisti        | Acquisti                 |
| R.               | Nome              | da              | Modalità                 |
| ---------------- | ----------------- | --------------- | ------------------------ |
| A                | Christian Benteke | Aston Villa     | definitivo (46,50 mln €) |
| A                | Roberto Firmino   | Hoffenheim      | definitivo (41 mln €)    |
| D                | Nathaniel Clyne   | Southampton     | definitivo (17,70 mln €) |
| A                | Danny Ings        | Burnley         | definitivo (8,30 mln €)  |
| D                | Joe Gomez         | Charlton        | definitivo (4,90 mln €)  |
| C                | James Milner      | Manchester City | svincolato               |
| P                | Ádám Bogdán       | Bolton          | svincolato               |
| Altre operazioni |                   |                 |                          |
| A                | Divock Origi      | Lilla           | fine prestito            |
| A                | Iago Aspas        | Siviglia        | fine prestito            |
| D                | Rafa Páez         | Eibar           | fine prestito            |
| C                | Luis Alberto      | Malaga          | fine prestito            |
| D                | Tiago Ilori       | Bordeaux        | fine prestito            |

| Cessioni         | Cessioni         | Cessioni            | Cessioni                      |
| R.               | Nome             | a                   | Modalità                      |
| ---------------- | ---------------- | ------------------- | ----------------------------- |
| A                | Raheem Sterling  | Manchester City     | definitivo (62,50 mln €)      |
| A                | Fabio Borini     | Sunderland          | definitivo (10,70 mln €)      |
| A                | Iago Aspas       | Siviglia            | definitivo (6 mln €)          |
| A                | Rickie Lambert   | West Bromwich       | definitivo (4,20 mln €)       |
| D                | Sebastián Coates | Sunderland          | definitivo (2,80 mln €)       |
| D                | Andre Wisdom     | Norwich City        | prestito oneroso (1,80 mln €) |
| D                | Tiago Ilori      | Aston Villa         | prestito oneroso (350.000 €)  |
| D                | Glen Johnson     | Stoke City          | svincolato                    |
| P                | Brad Jones       | Bradford City       | svincolato                    |
| C                | Steven Gerrard   | LA Galaxy           | svincolato                    |
| Altre operazioni |                  |                     |                               |
| C                | Kevin Stewart    | Swindon Town        | prestito                      |
| D                | Rafa Páez        | Alcorcón            | svincolato                    |
| A                | Samed Yeşil      | Lucerna             | prestito                      |
| C                | Luis Alberto     | Deportivo La Coruña | prestito                      |
| C                | Sheyi Ojo        | Wolverhampton       | prestito                      |
| C                | Lazar Markovic   | Fenerbahçe          | prestito                      |
| A                | Mario Balotelli  | Milan               | prestito                      |
| P                | Danny Ward       | Aberdeen            | prestito                      |
| D                | Javier Manquillo | Atlético Madrid     | fine prestito                 |

### Sessione invernale(dal 3/1 al 1/2)
| Acquisti         | Acquisti       | Acquisti      | Acquisti             |
| R.               | Nome           | da            | Modalità             |
| ---------------- | -------------- | ------------- | -------------------- |
| C                | Marko Grujic   | Stella Rossa  | definitivo (7 mln €) |
| D                | Steven Caulker | QPR           | prestito             |
| Altre operazioni |                |               |                      |
| P                | Danny Ward     | Aberdeen      | fine prestito        |
| D                | Tiago Ilori    | Aston Villa   | fine prestito        |
| C                | Sheyi Ojo      | Wolverhampton | fine prestito        |
| C                | Kevin Stewart  | Swindon Town  | fine prestito        |

| Cessioni | Cessioni     | Cessioni     | Cessioni                   |
| R.       | Nome         | a            | Modalità                   |
| -------- | ------------ | ------------ | -------------------------- |
| C        | Marko Grujić | Stella Rossa | prestito oneroso (1 mln €) |

## Risultati

### Premier League

#### Girone d'andata
| Arbitro: | Anthony Taylor |

|  |           |              |
|  | Marcatori | 86’ Coutinho |

| Arbitro: | Craig Pawson |

|             |           |  |
| Benteke 26’ | Marcatori |  |

| Londra 24 agosto 2015, ore 21:00 WEST 3ª giornata | Arsenal        | 0 – 0 referto | Liverpool | Emirates Stadium (60.080 spett.)\| Arbitro: \| Michael Oliver \| |
| Arbitro:                                          | Michael Oliver |               |           |                                                                  |

| Arbitro: | Kevin Friend |

|  |           |                                  |
|  | Marcatori | 3’ Lanzini 29’ Noble 90+2’ Sakho |

| Arbitro: | Michael Oliver |

|                                          |           |             |
| Blind 49’ Herrera 70’ (rig.) Martial 86’ | Marcatori | 84’ Benteke |

| Arbitro: | Anthony Taylor |

|          |           |            |
| Ings 48’ | Marcatori | 61’ Martin |

| Arbitro: | Jonathan Moss |

|                             |           |                 |
| Milner 2’ Sturridge 58’ 67’ | Marcatori | 66’ 70’ Gestede |

| Arbitro: | Martin Atkinson |

|              |           |          |
| Lukaku 45+1’ | Marcatori | 41’ Ings |

| Londra 17 ottobre 2015, ore 13:45 WEST 9ª giornata | Tottenham    | 0 – 0 referto | Liverpool | White Hart Lane (35.926 spett.)\| Arbitro: \| Craig Pawson \| |
| Arbitro:                                           | Craig Pawson |               |           |                                                               |

| Arbitro: | Andre Marriner |

|             |           |          |
| Benteke 77’ | Marcatori | 86’ Mané |

| Arbitro: | Mark Clattenburg |

|            |           |                                |
| Ramires 4’ | Marcatori | 45+3’ 74’ Coutinho 83’ Benteke |

| Arbitro: | Neil Swarbrick |

|              |           |                      |
| Coutinho 42’ | Marcatori | 21’ Bolasie 82’ Dann |

| Arbitro: | Jonathan Moss |

|            |           |                                                          |
| Agüero 44’ | Marcatori | 7’ (aut.) Mangala 23’ Coutinho 32’ R. Firmino 81’ Škrtel |

| Arbitro: | Anthony Taylor |

|                   |           |  |
| Milner 62’ (rig.) | Marcatori |  |

| Arbitro: | Andre Marriner |

|                                   |           |  |
| Škrtel 69’ (aut.) Wijnaldum 90+3’ | Marcatori |  |

| Arbitro: | Craig Pawson |

|                           |           |                       |
| Henderson 21’ Origi 90+6’ | Marcatori | 30’ Dawson 73’ Olsson |

| Arbitro: | Mark Clattenburg |

|                       |           |  |
| Aké 3’ Ighalo 15’ 85’ | Marcatori |  |

| Arbitro: | Martin Atkinson |

|             |           |  |
| Benteke 63’ | Marcatori |  |

| Arbitro: | Kevin Friend |

|  |           |             |
|  | Marcatori | 46’ Benteke |

#### Girone di ritorno
| Arbitro: | Robert Madley |

|                         |           |  |
| Antonio 10’ Carroll 55’ | Marcatori |  |

| Arbitro: | Mike Jones |

|                              |           |                           |
| R. Firmino 10’ 19’ Allen 90’ | Marcatori | 14’ Ramsey 25’ 55’ Giroud |

| Arbitro: | Mark Clattenburg |

|  |           |            |
|  | Marcatori | 78’ Rooney |

| Arbitro: | Lee Mason |

|                                                            |           |                                                           |
| Mbokani 29’ Naismith 41’ Hoolahan 54’ (rig.) Bassong 90+2’ | Marcatori | 18’ 63’ R. Firmino 55’ Henderson 75’ Milner 90+5’ Lallana |

| Arbitro: | Andre Marriner |

|               |           |  |
| Vardy 60’ 71’ | Marcatori |  |

| Arbitro: | Robert Madley |

|                            |           |                          |
| R. Firmino 59’ Lallana 70’ | Marcatori | 82’ A. Johnson 89’ Defoe |

| Arbitro: | Neil Swarbrick |

|  |           |                                                                   |
|  | Marcatori | 16’ Sturridge 25’ Milner 58’ Can 63’ Origi 65’ Clyne 71’ K. Touré |

| Arbitro: | Robert Madley |

|                                                  |           |  |
| Origi 43’ Sakho 45+2’ Sturridge 61’ Coutinho 76’ | Marcatori |  |

| Arbitro: | Martin Atkinson |

|                                       |           |  |
| Lallana 34’ Milner 41’ R. Firmino 57’ | Marcatori |  |

| Arbitro: | Andre Marriner |

|            |           |                                     |
| Ledley 48’ | Marcatori | 78’ R. Firmino 90+6’ (rig.) Benteke |

| Arbitro: | Michael Oliver |

|               |           |            |
| Benteke 90+2’ | Marcatori | 32’ Hazard |

| Arbitro: | Roger East |

|                        |           |                            |
| Mané 64’ 86’ Pellè 83’ | Marcatori | 17’ Coutinho 22’ Sturridge |

| Arbitro: | Jonathan Moss |

|              |           |          |
| Coutinho 51’ | Marcatori | 63’ Kane |

| Arbitro: | Mark Clattenburg |

|                                       |           |           |
| Moreno 8’ Sturridge 32’ Origi 50’ 65’ | Marcatori | 22’ Bojan |

| Arbitro: | Mike Jones |

|            |           |                                |
| King 90+3’ | Marcatori | 41’ R. Firmino 45+2’ Sturridge |

| Arbitro: | Andre Marriner |

|                          |           |                       |
| Sturridge 2’ Lallana 30’ | Marcatori | 48’ Cissé 66’ Colback |

| Arbitro: | Roger East |

|                          |           |             |
| A. Ayew 20’ 67’ Cork 33’ | Marcatori | 65’ Benteke |

| Arbitro: | Lee Mason |

|                          |           |  |
| Allen 36’ R. Firmino 76’ | Marcatori |  |

| Arbitro: | Robert Madley |

|            |           |         |
| Rondón 13’ | Marcatori | 23’ Ibe |

### UEFA Europa League

#### Fase a gironi
| Arbitro: | Alberto Undiano Mallenco |

|            |           |             |
| Jussiê 81’ | Marcatori | 65’ Lallana |

| Arbitro: | Slavko Vinčić |

|            |           |              |
| Lallana 4’ | Marcatori | 18’ Assifuah |

| Arbitro: | Robert Schörgenhofer |

|         |           |           |
| Can 37’ | Marcatori | 15’ Dević |

| Arbitro: | Kevin Blom |

|  |           |         |
|  | Marcatori | 52’ Ibe |

| Arbitro: | Alon Yefet |

|                                 |           |            |
| Milner 38’ (rig.) Benteke 45+1’ | Marcatori | 33’ Saivet |

| Sion 10 dicembre 2015, ore 19:00 CET 6ª giornata - Gruppo B | Sion                | 0 – 0 referto | Liverpool | Stade Tourbillon (10.000 spett.)\| Arbitro: \| Michael Koukoulakis \| |
| Arbitro:                                                    | Michael Koukoulakis |               |           |                                                                       |

#### Fase a eliminazione diretta
| Augusta 18 febbraio 2016, ore 21:05 CET Sedicesimi di finale - Andata | Augusta                  | 0 – 0 referto | Liverpool | WWK Arena (25.000 spett.)\| Arbitro: \| David Fernández Borbalán \| |
| Arbitro:                                                              | David Fernández Borbalán |               |           |                                                                     |

| Arbitro: | Clément Turpin |

|                  |           |  |
| Milner 5’ (rig.) | Marcatori |  |

| Arbitro: | Carlos Velasco Carballo |

|                                     |           |  |
| Sturridge 20’ (rig.) R. Firmino 73’ | Marcatori |  |

| Arbitro: | Milorad Mažić |

|                    |           |              |
| Martial 32’ (rig.) | Marcatori | 45’ Coutinho |

| Arbitro: | Carlos Velasco Carballo |

|             |           |           |
| Hummels 48’ | Marcatori | 36’ Origi |

| Arbitro: | Cüneyt Çakır |

|                                               |           |                                      |
| Origi 48’ Coutinho 66’ Sakho 78’ Lovren 90+1’ | Marcatori | 5’ Mxit'aryan 9’ Aubameyang 57’ Reus |

| Arbitro: | Damir Skomina |

|              |           |  |
| Adrián 90+2’ | Marcatori |  |

| Arbitro: | Viktor Kassai |

|                                             |           |  |
| Soriano 7’ (aut.) Sturridge 63’ Lallana 81’ | Marcatori |  |

| Arbitro: | Jonas Eriksson |

|               |           |                           |
| Sturridge 35’ | Marcatori | 46’ Gameiro 64’, 70’ Coke |

### FA Cup

#### Fase a eliminazione diretta
| Arbitro: | Stuart Attwell |

|                         |           |                        |
| Nichols 9’ Holmes 45+1’ | Marcatori | 12’ Sinclair 73’ Smith |

| Arbitro: | Neil Swarbrick |

|                                |           |  |
| Allen 10’ Ojo 74’ Teixeira 82’ | Marcatori |  |

| Liverpool 30 gennaio 2016, ore 18:30 WET Sedicesimi di finale | Liverpool       | 0 – 0 referto | West Ham Utd | Anfield (44.006 spett.)\| Arbitro: \| Martin Atkinson \| |
| Arbitro:                                                      | Martin Atkinson |               |              |                                                          |

| Arbitro: | Roger East |

|                          |           |              |
| Antonio 45’ Ogbonna 120’ | Marcatori | 48’ Coutinho |

### Football League Cup

#### Fase a eliminazione diretta
| Arbitro: | Andy Madley |

|                                  |                      |                                    |
| Ings 23’                         | Marcatori            | 34’ Asamoah                        |
| Milner Can Lallana Coutinho Ings | Tiri di rigore 3 – 2 | Grainger Dicker Joyce McQueen Héry |

| Arbitro: | Mike Jones |

|           |           |  |
| Clyne 17’ | Marcatori |  |

| Arbitro: | Robert Madley |

|         |           |                                             |
| Mané 1’ | Marcatori | 25’ 29’ Sturridge 45’ 68’ 86’ Origi 73’ Ibe |

| Arbitro: | Anthony Taylor |

|  |           |         |
|  | Marcatori | 37’ Ibe |

| Arbitro: | Jonathan Moss |

|                                                   |                      |                                                          |
|                                                   | Marcatori            | 45+1’ Arnautović                                         |
| Lallana Can Benteke R. Firmino Milner Leiva Allen | Tiri di rigore 6 – 5 | Walters Crouch Whelan Afellay Shaqiri van Ginkel Muniesa |

| Arbitro: | Michael Oliver |

|                            |                      |                                         |
| Coutinho 83’               | Marcatori            | 49’ Fernandinho                         |
| Can Leiva Coutinho Lallana | Tiri di rigore 1 – 3 | Fernandinho Jesús Navas Agüero Y. Touré |

## Statistiche

### Statistiche di squadra
Statistiche aggiornate a maggio 2016
| Competizione       | Punti | In casa | In casa | In casa | In casa | In casa | In casa | In trasferta | In trasferta | In trasferta | In trasferta | In trasferta | In trasferta | Totale | Totale | Totale | Totale | Totale | Totale | Totale |
| Competizione       | Punti | G       | V       | N       | P       | Gf      | Gs      | G            | V            | N            | P            | Gf           | Gs           | G      | V      | N      | P      | Gf     | Gs     | Dr     |
| ------------------ | ----- | ------- | ------- | ------- | ------- | ------- | ------- | ------------ | ------------ | ------------ | ------------ | ------------ | ------------ | ------ | ------ | ------ | ------ | ------ | ------ | ------ |
| Premier League     | 60    | 19      | 8       | 8       | 3       | 33      | 22      | 19           | 8            | 4            | 7            | 30           | 28           | 38     | 16     | 12     | 10     | 63     | 50     | +13    |
| FA Cup             | -     | 2       | 1       | 1       | 0       | 3       | 0       | 2            | 0            | 1            | 1            | 3            | 4            | 4      | 1      | 2      | 1      | 6      | 4      | +2     |
| League Cup         | -     | 3       | 1       | 1       | 1       | 2       | 2       | 2            | 2            | 0            | 0            | 7            | 1            | 6      | 3      | 2      | 1      | 10     | 4      | +6     |
| UEFA Europa League | 10    | 7       | 5       | 2       | 0       | 14      | 6       | 7            | 1            | 5            | 1            | 4            | 4            | 15     | 6      | 7      | 2      | 19     | 13     | +6     |
| Totale             | 70    | 31      | 15      | 12      | 4       | 52      | 30      | 30           | 11           | 10           | 9            | 44           | 37           | 61     | 26     | 22     | 13     | 96     | 67     | +27    |

### Andamento in campionato
| Giornata  | 1 | 2 | 3 | 4 | 5  | 6  | 7 | 8  | 9  | 10 | 11 | 12 | 13 | 14 | 15 | 16 | 17 | 18 | 19 | 20 | 21 | 22 | 23 | 24 | 25 | 26 | 27 | 28 | 29 | 30 | 31 | 32 | 33 | 34 | 35 | 36 | 37 | 38 |
| --------- | - | - | - | - | -- | -- | - | -- | -- | -- | -- | -- | -- | -- | -- | -- | -- | -- | -- | -- | -- | -- | -- | -- | -- | -- | -- | -- | -- | -- | -- | -- | -- | -- | -- | -- | -- | -- |
| Luogo     | T | C | T | C | T  | C  | C | T  | T  | C  | T  | C  | T  | C  | T  | C  | T  | C  | T  | T  | C  | C  | T  | T  | C  | T  | C  | C  | T  | C  | T  | C  | C  | T  | C  | T  | C  | T  |
| Risultato | V | V | N | P | P  | N  | V | N  | N  | N  | V  | P  | V  | V  | P  | N  | P  | V  | V  | P  | N  | P  | V  | P  | N  | V  | V  | V  | V  | N  | P  | N  | V  | V  | N  | P  | V  | N  |
| Posizione | 5 | 3 | 3 | 7 | 10 | 13 | 9 | 10 | 10 | 9  | 8  | 10 | 9  | 6  | 8  | 9  | 9  | 8  | 7  | 8  | 9  | 9  | 7  | 8  | 9  | 8  | 7  | 7  | 6  | 7  | 7  | 7  | 7  | 7  | 7  | 8  | 8  | 8  |

Fonte:  Premier League – Classifiche, su sport.sky.it, sport.sky.it (archiviato dall'url originale il 5 gennaio 2016).
Legenda:

Luogo: C = Casa; T = Trasferta. Risultato: V = Vittoria; N = Pareggio; P = Sconfitta.

### Statistiche dei giocatori
In corsivo i giocatori che hanno lasciato la squadra a stagione già iniziata
| Giocatore     | Premier League | Premier League | Premier League | Premier League | FA Cup   | FA Cup | FA Cup      | FA Cup     | Football League Cup | Football League Cup | Football League Cup | Football League Cup | Europa League | Europa League | Europa League | Europa League | Totale   | Totale | Totale      | Totale     |
| Giocatore     | Presenze       | Reti           | Ammonizioni    | Espulsioni     | Presenze | Reti   | Ammonizioni | Espulsioni | Presenze            | Reti                | Ammonizioni         | Espulsioni          | Presenze      | Reti          | Ammonizioni   | Espulsioni    | Presenze | Reti   | Ammonizioni | Espulsioni |
| ------------- | -------------- | -------------- | -------------- | -------------- | -------- | ------ | ----------- | ---------- | ------------------- | ------------------- | ------------------- | ------------------- | ------------- | ------------- | ------------- | ------------- | -------- | ------ | ----------- | ---------- |
| P. Coutinho   | 26             | 8              | 3              | 1              | 1        | 1      | 0           | 0          | 3                   | 1                   | 1                   | 0                   | 13            | 2             | 2             | 0             | 43       | 12     | 6           | 1          |
| J. Henderson  | 17             | 2              | 1              | 0              | 0        | 0      | 0           | 0          | 3                   | 0                   | 0                   | 0                   | 6             | 0             | 1             | 0             | 26       | 2      | 2           | 0          |
| L. Lucas      | 27             | 0              | 8              | 0              | 1        | 0      | 0           | 0          | 5                   | 0                   | 0                   | 0                   | 7             | 0             | 1             | 0             | 40       | 0      | 9           | 0          |
| S. Mignolet   | 34             | -42            | 2              | 0              | 3        | -2     | 0           | 0          | 3                   | -2                  | 1                   | 0                   | 15            | -13           | 0             | 0             | 55       | -59    | 3           | 0          |
| J. Sinclair   | 0              | 0              | 0              | 0              | 2        | 1      | 0           | 0          | 0                   | 0                   | 0                   | 0                   | 0             | 0             | 0             | 0             | 2        | 1      | 0           | 0          |
| D. Sturridge  | 14             | 8              | 0              | 0              | 1        | 0      | 0           | 0          | 2                   | 2                   | 0                   | 0                   | 8             | 3             | 0             | 0             | 25       | 13     | 0           | 0          |
| C. Randall    | 3              | 0              | 0              | 0              | 2        | 0      | 0           | 0          | 2                   | 0                   | 1                   | 0                   | 0             | 0             | 0             | 0             | 7        | 0      | 1           | 0          |
| C. Benteke    | 29             | 9              | 2              | 0              | 4        | 0      | 0           | 0          | 2                   | 0                   | 0                   | 0                   | 7             | 1             | 1             | 0             | 42       | 10     | 3           | 0          |
| S. Canós      | 1              | 0              | 0              | 0              | 1        | 0      | 0           | 0          | 0                   | 0                   | 0                   | 0                   | 0             | 0             | 0             | 0             | 2        | 0      | 0           | 0          |
| J. Ibe        | 27             | 1              | 0              | 0              | 3        | 0      | 0           | 0          | 5                   | 2                   | 0                   | 0                   | 6             | 1             | 1             | 0             | 41       | 4      | 1           | 0          |
| D. Origi      | 16             | 5              | 0              | 0              | 1        | 0      | 0           | 0          | 4                   | 3                   | 1                   | 0                   | 12            | 2             | 1             | 0             | 33       | 10     | 2           | 0          |
| R. Kent       | 0              | 0              | 0              | 0              | 1        | 0      | 0           | 0          | 0                   | 0                   | 0                   | 0                   | 0             | 0             | 0             | 0             | 1        | 0      | 0           | 0          |
| C. Brannagan  | 3              | 0              | 0              | 0              | 3        | 0      | 0           | 0          | 1                   | 0                   | 0                   | 0                   | 2             | 0             | 0             | 0             | 9        | 0      | 0           | 0          |
| R. Firmino    | 31             | 10             | 1              | 0              | 0        | 0      | 0           | 0          | 5                   | 0                   | 0                   | 0                   | 13            | 1             | 2             | 0             | 49       | 11     | 3           | 0          |
| A. Lallana    | 30             | 4              | 2              | 0              | 0        | 0      | 0           | 0          | 6                   | 0                   | 1                   | 0                   | 13            | 3             | 1             | 0             | 49       | 7      | 4           | 0          |
| S. Ojo        | 8              | 0              | 0              | 0              | 3        | 1      | 0           | 0          | 0                   | 0                   | 0                   | 0                   | 0             | 0             | 0             | 0             | 11       | 1      | 0           | 0          |
| J. Rossiter   | 1              | 0              | 0              | 0              | 0        | 0      | 0           | 0          | 0                   | 0                   | 0                   | 0                   | 3             | 0             | 0             | 0             | 4        | 0      | 0           | 0          |
| J. Teixeira   | 1              | 0              | 0              | 0              | 4        | 1      | 0           | 0          | 1                   | 0                   | 0                   | 0                   | 1             | 0             | 0             | 0             | 7        | 1      | 0           | 0          |
| K. Stewart    | 7              | 0              | 1              | 0              | 4        | 0      | 1           | 0          | 0                   | 0                   | 0                   | 0                   | 0             | 0             | 0             | 0             | 11       | 0      | 2           | 0          |
| J. Milner     | 28             | 5              | 10             | 1              | 1        | 0      | 0           | 0          | 4                   | 0                   | 0                   | 0                   | 12            | 2             | 0             | 0             | 45       | 7      | 10          | 1          |
| N. Clyne      | 33             | 1              | 6              | 0              | 1        | 0      | 0           | 0          | 4                   | 1                   | 1                   | 0                   | 14            | 0             | 4             | 0             | 52       | 2      | 11          | 0          |
| A. Moreno     | 32             | 1              | 3              | 0              | 0        | 0      | 0           | 0          | 5                   | 0                   | 1                   | 0                   | 13            | 0             | 2             | 0             | 50       | 1      | 6           | 0          |
| E. Can        | 30             | 1              | 9              | 0              | 0        | 0      | 0           | 0          | 5                   | 0                   | 2                   | 0                   | 14            | 1             | 1             | 0             | 49       | 2      | 12          | 0          |
| P. Chirivella | 1              | 0              | 0              | 0              | 3        | 0      | 0           | 0          | 0                   | 0                   | 0                   | 0                   | 1             | 0             | 0             | 0             | 5        | 0      | 0           | 0          |
| D. Ings       | 6              | 2              | 1              | 0              | 0        | 0      | 0           | 0          | 1                   | 1                   | 0                   | 0                   | 2             | 0             | 0             | 0             | 9        | 3      | 1           | 0          |
| D. Lovren     | 24             | 0              | 2              | 0              | 1        | 0      | 1           | 0          | 4                   | 0                   | 0                   | 0                   | 10            | 1             | 3             | 0             | 39       | 1      | 6           | 0          |
| J. Gomez      | 5              | 0              | 3              | 0              | 0        | 0      | 0           | 0          | 0                   | 0                   | 0                   | 0                   | 2             | 0             | 0             | 0             | 7        | 0      | 3           | 0          |
| J. Allen      | 19             | 2              | 0              | 0              | 2        | 1      | 0           | 0          | 5                   | 0                   | 2                   | 0                   | 11            | 0             | 1             | 0             | 37       | 3      | 3           | 0          |
| J. Flanagan   | 5              | 0              | 1              | 0              | 2        | 0      | 0           | 0          | 1                   | 0                   | 1                   | 0                   | 0             | 0             | 0             | 0             | 8        | 0      | 2           | 0          |
| J. Maguire    | 0              | 0              | 0              | 0              | 1        | 0      | 0           | 0          | 0                   | 0                   | 0                   | 0                   | 0             | 0             | 0             | 0             | 1        | 0      | 0           | 0          |
| B. Smith      | 4              | 0              | 2              | 1              | 4        | 1      | 0           | 0          | 1                   | 0                   | 0                   | 0                   | 1             | 0             | 0             | 0             | 10       | 1      | 2           | 1          |
| J. Enrique    | 0              | 0              | 0              | 0              | 3        | 0      | 0           | 0          | 0                   | 0                   | 0                   | 0                   | 0             | 0             | 0             | 0             | 3        | 0      | 0           | 0          |
| K. Touré      | 14             | 1              | 1              | 0              | 0        | 0      | 0           | 0          | 4                   | 0                   | 0                   | 0                   | 8             | 0             | 1             | 0             | 26       | 1      | 2           | 0          |
| S. Caulker    | 3              | 0              | 0              | 0              | 1        | 0      | 0           | 0          | 0                   | 0                   | 0                   | 0                   | 0             | 0             | 0             | 0             | 4        | 0      | 0           | 0          |
| M. Škrtel     | 22             | 1              | 5              | 0              | 0        | 0      | 0           | 0          | 3                   | 0                   | 0                   | 0                   | 2             | 0             | 1             | 0             | 27       | 1      | 6           | 0          |
| M. Sakho      | 22             | 1              | 1              | 0              | 0        | 0      | 0           | 0          | 2                   | 0                   | 0                   | 0                   | 10            | 1             | 0             | 0             | 34       | 2      | 1           | 0          |
| D. Ward       | 2              | -4             | 0              | 0              | 0        | -0     | 0           | 0          | 0                   | -0                  | 0                   | 0                   | 0             | -0            | 0             | 0             | 2        | -4     | 0           | 0          |
| Á. Bogdán     | 2              | -4             | 0              | 0              | 1        | -2     | 0           | 0          | 3                   | -2                  | 0                   | 0                   | 0             | -0            | 0             | 0             | 6        | -8     | 0           | 0          |